# Ferenc I Nádasdy
Ferenc Nádasdy, o Francesco Nádasdy (Sárvár, 6 ottobre 1555 – Sárvár, 4 gennaio 1604), fu un esponente principale di una famiglia illustre per nobiltà e ricchezza, tra le più importanti del Regno d'Ungheria e sposò nel 1575 Erzsébet Báthory.

## Biografia
Morì prima della moglie, considerata dalla storia, e ancor più dal fiorire di leggende, come una sadica sanguinaria. Dello stesso Ferenc Nádasdy, a fianco della fama di eroe nella guerra contro i Turchi, si racconta di complicità nelle deviazioni della moglie.

## Albero genealogico
|                                 |                             |                                  | Genitori                      |  |  | Nonni |  |  | Bisnonni                   |  |  | Trisnonni                 |  |
|                                 |                             |                                  |                               |  |  |       |  |  | Ladislao Nádasdy di Nádasd |  |  | Gaspare Nádasdy di Nádasd |  |
|                                 |                             |                                  |                               |  |  |       |  |  | Ladislao Nádasdy di Nádasd |  |  | Gaspare Nádasdy di Nádasd |  |
|                                 |                             | Isabella Serényi di Kis-Serény   |                               |  |  |       |  |  | Ladislao Nádasdy di Nádasd |  |  |                           |  |
| Francesco Nádasdy di Nádasd     |                             |                                  |                               |  |  |       |  |  | Ladislao Nádasdy di Nádasd |  |  |                           |  |
|                                 |                             | Caterina Sankfalvi               | Stefano Sankfalvi             |  |  |       |  |  |                            |  |  |                           |  |
|                                 |                             | Caterina Sankfalvi               | Stefano Sankfalvi             |  |  |       |  |  |                            |  |  |                           |  |
|                                 |                             | Caterina Sankfalvi               | …                             |  |  |       |  |  |                            |  |  |                           |  |
| Tommaso Nádasdy di Nádasd       |                             | Caterina Sankfalvi               |                               |  |  |       |  |  |                            |  |  |                           |  |
|                                 |                             | Tommaso Therjék di Szenterzsébet | N. Therjék di Szenterzsébet   |  |  |       |  |  |                            |  |  |                           |  |
|                                 |                             | Tommaso Therjék di Szenterzsébet | N. Therjék di Szenterzsébet   |  |  |       |  |  |                            |  |  |                           |  |
|                                 |                             | Tommaso Therjék di Szenterzsébet | …                             |  |  |       |  |  |                            |  |  |                           |  |
| Orsola Therjék di Szenterzsébet |                             | Tommaso Therjék di Szenterzsébet |                               |  |  |       |  |  |                            |  |  |                           |  |
|                                 |                             | …                                | …                             |  |  |       |  |  |                            |  |  |                           |  |
|                                 |                             | …                                | …                             |  |  |       |  |  |                            |  |  |                           |  |
|                                 |                             | …                                | …                             |  |  |       |  |  |                            |  |  |                           |  |
| Francesco Nádasdy di Nádasd     |                             | …                                |                               |  |  |       |  |  |                            |  |  |                           |  |
|                                 | Giorgio Kanizsay di Kanizsa | Niccolò Kanizsay di Kanizsa      |                               |  |  |       |  |  |                            |  |  |                           |  |
|                                 | Giorgio Kanizsay di Kanizsa | Niccolò Kanizsay di Kanizsa      |                               |  |  |       |  |  |                            |  |  |                           |  |
|                                 | Giorgio Kanizsay di Kanizsa | Cristina N.                      |                               |  |  |       |  |  |                            |  |  |                           |  |
| Ladislao Kanizsay di Kanizsa    | Giorgio Kanizsay di Kanizsa |                                  |                               |  |  |       |  |  |                            |  |  |                           |  |
|                                 |                             | Chiara Rozgonyi di Rozgony       | Giovanni Rozgonyi di Rozgony  |  |  |       |  |  |                            |  |  |                           |  |
|                                 |                             | Chiara Rozgonyi di Rozgony       | Giovanni Rozgonyi di Rozgony  |  |  |       |  |  |                            |  |  |                           |  |
|                                 |                             | Chiara Rozgonyi di Rozgony       | Dorotea Bánffy di Alsólindva  |  |  |       |  |  |                            |  |  |                           |  |
| Orsola Kanizsay di Kanizsa      |                             | Chiara Rozgonyi di Rozgony       |                               |  |  |       |  |  |                            |  |  |                           |  |
|                                 |                             | Bartolomeo Drágfi di Béltek      | Niccolò Drágfi di Béltek      |  |  |       |  |  |                            |  |  |                           |  |
|                                 |                             | Bartolomeo Drágfi di Béltek      | Niccolò Drágfi di Béltek      |  |  |       |  |  |                            |  |  |                           |  |
|                                 |                             | Bartolomeo Drágfi di Béltek      | Caterina Báthory di Ecsed     |  |  |       |  |  |                            |  |  |                           |  |
| Anna Drágfi di Béltek           |                             | Bartolomeo Drágfi di Béltek      |                               |  |  |       |  |  |                            |  |  |                           |  |
|                                 |                             | Dorotea Héderváry di Hédervár    | Emerico Héderváry di Hédervár |  |  |       |  |  |                            |  |  |                           |  |
|                                 |                             | Dorotea Héderváry di Hédervár    | Emerico Héderváry di Hédervár |  |  |       |  |  |                            |  |  |                           |  |
|                                 |                             | Dorotea Héderváry di Hédervár    | Anna Garay di Gara            |  |  |       |  |  |                            |  |  |                           |  |
|                                 |                             | Dorotea Héderváry di Hédervár    |                               |  |  |       |  |  |                            |  |  |                           |  |